# Królestwo Flory
Natchnienie poety – obraz francuskiego malarza Nicolasa Poussina powstały w 1631 roku.
Obraz jest jednym z wcześniejszych dzieł Poussina. Został namalowany w Rzymie na zlecenie sycylijskiego arystokraty Fabrizia Valguarnera. Tematem przewodnim płótna jest tańcząca bogini Flora w otoczeniu licznych bohaterów homerowskich i greckich półbogów. Wszystkich łączył jeden wspólny motyw: po śmierci zostali przemienieni w kwiaty. Po lewej stronie widoczny jest Ajaks, który przebija się własnym mieczem. W miejscu, gdzie krew zrosiła ziemię wyrósł fiołek. Po prawej stronie Ajaksa klęczy Narcyz, który wpatruje się w swoje odbicie. Jego miłość do siebie samego zamieniła go w kwiat narcyza. Przed nim siedzi nimfa Echo i wpatruje się w swojego ukochanego. Narcyz wzgardził jej miłością przez co ona została zamieniona w odbicie głosu. Na drugim planie za nimi, spogląda w niebo, na rydwan Apolla nimfa Klytia. Jej żywot zakończył się z chwilą przemienienia jej w słonecznik.
Po prawej stronie Poussin przedstawił parę kochanków: Krokosa i Smilaks. Krokos został zamieniony w szafran, zaś nimfa Smilaks – kolcorośl szorstką. Za nimi stoi z włócznią Adonis, ukochany bogini Wenus. Został on zabity przez dzika, a z jego krwi wyrósł anemon. Po lewej stronie stoi kolejna ofiara – Hiacynt. Był on kochankiem Apolla, który przypadkowo zabił go rzuconym dyskiem. Z krwawiącej rany Hiacynta wyrósł kwiat zwany hiacyntem. Obaj stojący bohaterowie wskazują na swoje rany.

## Inspiracje
Poussin malując obraz inspirował się na Metamorfozach Owidiusza oraz na poemacie Giambattisty Marino. Kompozycja obrazu, jak i ożywienie powierzchni przez złączone wspólnym rytmem zaakcentowane formy dowodzi fascynacji malarza antykiem. Jedyne wrażenie ruchu stwarza postać Klytii wpatrująca się w rydwan Apolla. Myślą przewodnią obrazu jest nieprzemijalność życia, które może się toczyć przybierając różne formy. Sceneria ogrodowa jest wzorowana na rycinie Primaticcia.